# Cerapachys bryanti
Cerapachys bryanti är en myrart som beskrevs av Wheeler 1919. Cerapachys bryanti ingår i släktet Cerapachys och familjen myror. Inga underarter finns listade.